# Sigfrid Henrici
Sigfrid Henrici (Soest, 10 maggio 1889 – Bad Nauheim, 8 settembre 1964) è stato un generale tedesco della Wehrmacht durante la seconda guerra mondiale.

## Biografia
Henrici entrò nell'esercito imperiale tedesco dal 2 settembre 1907 quando venne assegnato al 1º reggimento di artiglieria da campo. Dal 2 aprile al 29 dicembre 1908, frequentò la scuola per ufficiali di Metz dove fu nominato sottotenente il 23 aprile 1908. Dopo essere tornato al suo reggimento regolare, venne promosso tenente il 27 gennaio 1909. Divenne quindi aiutante del dipartimento di equitazione della scuola di Fritzlar dal 7 gennaio 1913.
Con lo scoppio della prima guerra mondiale, Henrici venne schierato per la prima volta con il suo reggimento sul fronte occidentale dal 1914. All'inizio di maggio del 1915, ricevette la commissione di insegnante presso la scuola militare di Hann. Münden fino a quando non fu trasferito al dipartimento di sostituzione dell'aeronautica il 15 maggio 1915. Completò quindi un apprendistato come osservazione presso il dipartimento di sostituzione dell'aeronautica ad Hannover, prestandovi poi servizio. Nel marzo 1916, Henrici fu trasferito al 72° dipartimento di aeronautica e dal 6 ottobre 1916 venne inquadrato nella 245ª divisione d'aviazione. Come primo ufficiale di stato maggiore, Henrici lavorò dal 27 maggio al 28 giugno 1918 nello staff del comandante degli aviatori della 18ª armata e poi come consulente di volo per lo staff del gruppo dell'esercito del principe ereditario tedesco. Lì fu promosso capitano il 18 agosto 1918.
Dopo la fine della guerra, Henrici fu inizialmente utilizzato come ufficiale di collegamento tra il comandante generale dell'aeronautica militare ed il comando dell'esercito supremo tedesco dal 20 novembre 1918. Dal 29 gennaio al 19 agosto 1919, fu assegnato al comando della guardia della frontiera orientale e poi al comando di Kolberg e successivamente venne inquadrato nell'11º reggimento d'artiglieria. Il 31 gennaio 1920 abbandonò ufficialmente il servizio militare attivo.
Nel frattempo, Henrici era passato alla polizia il 19 settembre 1919 come vice comandante della polizia di Kassel. A ciò seguirono le promozioni al grado di maggiore (1921), tenente colonnello (1933) ed infine colonnello (1935). Dall'aprile 1925 all'aprile 1930, fu insegnante alla scuola di polizia di Eiche, poi fino al 1932 venne posto al comando dell'Ispettorato di polizia di Düsseldorf. Il 1º luglio 1933, venne trasferito al Ministero degli Interni del Reich come consulente per la polizia di stato. Lì lavorò sino al 3 febbraio 1934 nell'ufficio della gestione del personale della polizia di stato e dal 30 gennaio 1935 come capo dell'ufficio centrale della polizia di stato.
Al 15 ottobre 1935 con l'inclusione della sua caserma di polizia di stato nella Wehrmacht, Henrici ottenne di essere reintegrato nell'esercito col rango di colonnello e venne assegnato dapprima al 19º reggimento d'artiglieria. Il 6 ottobre 1936 divenne comandante del 29º reggimento d'artiglieria. Il 10 novembre 1938 venne nominato comandante del 16º reggimento d'artiglieria e venne promosso dal 1º giugno 1939 al grado di maggiore generale. Quando fu mobilitato prima dell'inizio della seconda guerra mondiale il 26 agosto 1939, divenne comandante di artiglieria del XVI. Armee Corps.
Prese parte quindi alla campagna d'invasione della Polonia e poi sul fronte occidentale francese. Nel novembre e nel dicembre 1940 venne assegnato brevemente al comando della 60ª divisione di fanteria (motorizzata).
Il 16 marzo 1941 divenne comandante della 16ª divisione di fanteria (mot.), con la quale prese parte alla campagna nei Balcani in aprile e all'attacco all'Unione Sovietica a giugno di quell'anno. La sua promozione a tenente generale giunse il 1º giugno 1941. Impegnato in pesanti combattimenti lungo la Linea Stalin a Lubar in luglio e poi a Novo Archangel'sk, Sverdlikovo e Dobrovode nel mese di agosto, venne quindi impiegato a Mykolaïv e a Kryvyj Rih, nell'odierna Ucraina, e lungo il Dnepr; prese parte anche alle battaglie di Uman' (3–8 agosto 1941) e Kievparte (settembre 1941), e poi rimase in posizione accampato nei pressi di Kursk. Il 13 ottobre 1941 venne ricompensato con la croce di cavaliere della croce di ferro per i suoi atti di eroismo nello scontro di Uman'.
Nell'estate del 1942, la sua divisione prese parte all'attacco a Voronež. Nell'agosto 1942 coi suoi uomini fu tra i primi ad attraversare il confine asiatico nel corso della marcia verso il Caucaso. Come parte della 1ª Panzer Armee e dell'Heergruppe A, appena costituito ad agosto di quell'anno, la 16ª divisione di fanteria venne incaricata di proteggere il fianco sinistro del fronte con basi fortificate nella steppa della Calmucchia. Henrici inviò degli aerei da ricognizione ad Astrachan' alla fine di agosto / inizio settembre del 1942, ed il 16 settembre 1942 coi suoi uomini poté penetrare sino alle trincee di Sadowska, nella parte inferiore del Volga. La divisione fu soprannominata "Divisione Mastino" per questo rapido e ampio progresso.
Il 13 novembre 1942, Henrici venne posto alla guida del XXXX. Panzer Corps. Venne promosso General der Panzertruppe dal 1º gennaio 1943. Venne gravemente ferito nel corso di nuovi combattimenti a Uman' ed a Zaporižžja in Ucraina e dovette essere posto in riserva dall'ottobre del 1943. Il 13 agosto 1943 ricevette la Croce tedesca in oro e il 9 dicembre 1943 gli furono assegnate le foglie di quercia per la croce di cavaliere della croce di ferro per i servizi prestati sul campo. Nella primavera del 1944 venne assunto nel personale impegnato nella guerra in Crimea ed 3 settembre 1944 divenne comandante generale del XXXX. Panzer Corps, corpo che guidò sino alla fine della guerra.
Il 9 maggio 1945, Henrici cadde prigioniero nelle mani dei sovietici, dai quali fu rilasciato il 6 ottobre 1955.